# Contea di Northumberland (Virginia)
La contea di Northumberland (in inglese Northumberland County) è una contea dello Stato della Virginia, negli Stati Uniti. La popolazione al censimento del 2000 era di 12 259 abitanti. Il capoluogo di contea è Heathsville.